# Cerro Alto del Naranjo
El Alto del Naranjo es una meseta precordillerana de Los Andes, muy visitadas de la ciudad de Santiago. Tiene una de altitud 1.890 m s. n. m. y se encuentra al noroeste del Cerro Provincia. Alto del Naranjo es parte de la cadena montañosa sierra de Ramón, la que tiene por límites el río Mapocho por el norte y el río Maipo por el sur.

## Rutas de ascensión
El sector tiene diferentes rutas de ascensión, siendo las más usadas las del Puente Ñilhue, y la de San Carlos de Apoquindo en la comuna de Las Condes. 
Su cercanía a la capital de Chile permite su ascensión durante todo el año, siendo requisito indispensable llevar abundante agua para la caminata.  
Actualmente se encuentra considerado como zona de protección ambiental por la Asociación de Parques Cordillera